# Splavarski prehod
Splavarski prehod (slowenisch für „Flößergang“) ist der Name einer Straße im Stadtteil Lent, Maribor, Slowenien. Der Name bezieht sich auf die Marburger Anlegestelle für Draufloße, die bis in den 40er Jahren des 20. Jahrhunderts am Lent existierte.

## Geschichte
Der erste Name der Straße, Trinkhgasse bzw. Wassergasse ist 1473 bezeugt. Der Name wurde mehrmals geändert. Im Jahr 1822 hieß sie Flößergässl, von 1824 bis 1839 Mittlere Lendgasse, ab 1839 Flößergasse. 1919 wurde der Name in Splavarska ulica geändert. 1938 erhielt sie den heutigen Namen.

## Lage
Die Straße verläuft von der Südseite der Koroška cesta westlich des Glavni trg nach Süden zur Vojašniška ulica, zwischen Žički prehod im Westen und der Aloisiuskirche im Osten.